# Fernando Casartelli
Pour les articles homonymes, voir Casartelli.
Fernando Cristobal Casartelli est un joueur de football retraité d'origine argentine né le 13 octobre 1976 à Villa Ángela. Il évoluait au poste de défenseur central. Il a mis un terme à sa carrière prématurément, pour raisons médicales, en août 2008, à l'âge de 31 ans, alors qu'il était sous contrat avec le Stade brestois.

## Carrière
- 1997-2003 :  Gimnasia Jujuy
- 2003-2004 :  FC Gueugnon
- 2004-janvier 2007 :  Amiens SC
- Janvier 2007-2008 :  Stade brestois 29